# 119 구조대 (드라마)
《119 구조대》(Emergency!)는 미국의 액션 모험 의학 텔레비전 드라마이다. 1972년에 NBC에서 방영을 시작하여 1977년 종영되었다. 로스앤젤레스군 소방서에 소속된 응급 구조 요원과 소방관, 그리고 가상의 램파트 종합 병원 의료진이 로스앤젤레스 대도시권에서 시민들을 구하는 활약상을 그린다.

## 출연
- 로버트 풀러
- 줄리 런던
- 보비 트룹
- 랜돌프 맨투스
- 케빈 타이
- 마코 로페즈